# Arcadia (videogioco)
Arcadia è un videogioco sparatutto a schermata fissa spaziale, pubblicato da Imagine Software nel 1982 per Commodore VIC-20 e ZX Spectrum, nel 1983 con il titolo Arcadia 64 per Commodore 64 e nel 1984 per Dragon 32.
Fu uno dei primi giochi pubblicati per lo Spectrum, e un successo commerciale nel Regno Unito, che diede inizio alla seppur breve fortuna della produttrice Imagine.

## Modalità di gioco
Il gioco è un tipico sparatutto a schermata fissa, con l'astronave del giocatore, l'Arcadia, che si muove nella parte bassa dello schermo e spara verso l'alto a ondate di navicelle aliene che sparano verso il basso, descritte ironicamente come gli Atariani.
L'Arcadia è dotata di due bocche da fuoco con gittata limitata, ma può muoversi anche verso l'alto, arrivando al massimo fino a circa a metà schermo, per poi ritornare verso il basso automaticamente quando si rilascia il comando di spinta.
Ogni livello è caratterizzato da un certo tipo di nemici, che variano molto nell'aspetto e negli schemi di movimento con cui attraversano lo schermo. Per superare un livello bisogna resistere per una certa quantità di tempo, senza che l'Arcadia venga colpita dai nemici o dai loro proiettili, altrimenti bisogna ricominciare il livello da capo. Se si distrugge l'intera flotta nemica si ottiene maggior punteggio, ma ne ricompare subito un'altra completa; il livello termina soltanto allo scadere del tempo. 